# Parafia św. Michała Archanioła w Łużkach
Parafia św. Michała Archanioła w Łużkach (biał. Парафія Св. Арханёла Міхала y Лужках) – parafia rzymskokatolicka w Łużkach. Należy do dekanatu szarkowszczyńskiego diecezji witebskiej.

## Historia
24 sierpnia 1741 roku właściciel majątku Łużki, kasztelan połocki Walerian Żaba ufundował kościół i klasztor dla Zgromadzenia Księży Szkół Pobożnych – Pijarów. Ofiarował on plac pod klasztor i kolegium (na jego cześć zwane Waleriańskim), park oraz folwark Wiśnik, ufundował również szkołę (działała od 1744 r.). Jego żona ofiarowała kolegium 1000 złotych. Kościół został wybudowany z cegły w latach 1744–1756. W 1772 r. w klasztorze pijarów p.w. św. Michała mieszkało 7 zakonników. W 1799 r. w szkole uczyło się 130 uczniów. Do 1798 r. parafia leżała w diecezji wileńskiej, następnie w diecezji mińskiej. W 1804 r. w klasztorze mieszkało 8 kapłanów i 1 brat zakonny, a w 1829 r. 7 kapłanów i 3 kleryków.
W 1832 r. majątek ziemski pijarów, jako fundusz kolegium wynosił 13 wsi z 330 mieszkańcami. Wśród wykładowców kolegium byli profesorowie Uniwersytetu Wileńskiego: K. Pasławski, Adam Powstański. W 1832 r. (wg innych źródeł w 1833 r.), po upadku powstania listopadowego, zamknięto kolegium z 6 klasową szkołą, skasowano klasztor i wygnano zakonników. Ok. 1835 r. kościół był opuszczony. W 1840 r. erygowano parafię przy kościele „popijarskim”. W 1842 r. znajdowała się w dekanacie dziśnieńskim. W 1843 r. kościół przebudowano na świątynię prawosławną, a klasztor zniszczono. Od 1849 r. parafia należała do diecezji wileńskiej. 8 września 1851 r. kościół poświęcił biskup wileński ks. Wacław Żyliński (wg tablicy znajdującej się w kościele). W 1892 r. parafia posiadała kaplice w Łużkach, Porzeczu i Ulinie. 
Po odzyskaniu niepodległości przez Polskę, świątynia wróciła w ręce katolików. W 1938 r. parafia znajdowała się w dekanacie głębockim archidiecezji wileńskiej. Posiadała filię w Dworonowie (p.w. bł. Andrzeja Boboli) i kaplicę w Porzeczu. 3 lipca 1942 r. Niemcy aresztowali proboszcza ks. Adama Masiulanisa i rozstrzelali dzień później w lesie Borek w pobliżu Berezwecza. W 1949 r. kościół zamknięto, a w 1950 r. aresztowano proboszcza ks. Antoniego Zierałko OFMConv. Powrócił on do parafii w 1956 r., jednak dwa lata później wyjechał do Polski. W budynku kościoła przechowywano nawozy sztuczne. W 1988 r. świątynię zwrócono katolikom i po odnowieniu ponownie otwarto w 1990 r. W latach 1989–1991 parafia leżała w diecezji mińskiej, następnie w archidiecezji mińsko-mohylewskiej i od 1999 r. w diecezji witebskiej.

## Zasięg parafii
Do parafii w 2004 roku należeli wierni z następujących miejscowości: Łużki, Dubówka, Zielesinki, Dwornowo, Ilina I, Ilina II, Spikałowszczyzna, Stomino, Strzelcowo, Osinówka, Kozaczki, Podlipki, Wasilewo, Łamaczyno, Putranino, Klinowoje, Wieracieje I, Wieracieje II, Łuczajka, Rubaszki, Izabelino, Fabianowo, Porzecze, Łapunowo, Bliźnica i Ochwatka.

## Demografia
Liczba katolików, wiernych parafii, w poszczególnych latach.

## Proboszczowie parafii
| imię i nazwisko                      | daty urzędowania        |
| ------------------------------------ | ----------------------- |
| o. Remigiusz Ulenicki SP             | 1803 – 1804             |
| o. Wojciech Skibiński SP             | 1842 – 1843             |
| o. Dominik Drobiszewicz OP           | 1859 – 1872             |
| ks. Adam Jakubowski                  | 1891 – 1892             |
| ks. Albin Jaroszewicz                | 1914 – 1927             |
| ks. Stefan Ostaniszewski             | 1924 – 1936             |
| ks. Nikodem Masłowski                | 1938                    |
| ks. Czesław Kulikowski               | 1939                    |
| ks. Adam Masiulanis                  | 1939 – 1942             |
| o. Antoni Zierałko OFMConv.          | 1948 – 1950 1956 – 1958 |
| ks. Lucjan Pawlik MIC                | 1990                    |
| ks. Jan Wojtkowski MIC               | 1995 – 1999             |
| ks. Marian Grobelski                 | 2004 – 2007             |
| ks. Michał Tatarenko (administrator) |                         |